# Paracalia
 Paracalia  Cuatrec., 1960 è un genere di piante angiosperme dicotiledoni della famiglia delle Asteraceae (sottofamiglia Asteroideae).

## Etimologia
Il nome scientifico del genere è stato definito dal botanico José Cuatrecasas (1903-1996) nella pubblicazione " Brittonia; a Series of Botanical Papers. New York, NY" ( Brittonia 12: 183) del 1960.

## Descrizione
Habitus. Le specie di questo genere hanno un habitus di tipo arbustivo scandente. Le superfici delle piante possono essere sia glabre che pubescenti per peli semplici.
Radici. Le radici sono secondarie da rizoma (i rizomi possono essere striscianti) oppure sono tuberose (pelose, carnose o fibrose).
Fusto. La parte aerea in genere è prostrata.
Foglie. Le foglie sono cauline disposte in modo alternato e sono picciolate. La forma della lamina è intera con contorni ellittico-ovati. I margini sono interi o dentato-seghettati.
Infiorescenza. Le sinflorescenze sono composte da diversi capolini raccolti in corimbi. Le infiorescenze vere e proprie sono formate da un capolino terminale peduncolato di tipo discoide. Alla base dell'involucro (la struttura principale del capolino) non è presente un calice. I capolini sono formati da un involucro, con forme da cilindriche a campanulate, composto da diverse brattee, al cui interno un ricettacolo fa da base ai fiori. Le brattee sono disposte in modo embricato di solito su una sola serie e possono essere connate alla base. Il ricettacolo, a volte alveolato, è nudo (senza pagliette a protezione della base dei fiori); la forma è convessa, piatta o conica.
Fiori.  I fiori (pochi) sono tetra-ciclici (formati cioè da 4 verticilli: calice – corolla – androceo – gineceo) e pentameri (calice e corolla formati da 5 elementi). Sono inoltre ermafroditi, tubulosi e actinomorfi.
- Formula fiorale:

*/x K {\displaystyle \infty }, [C (5), A (5)], G 2 (infero), achenio
- Calice: i sepali del calice sono ridotti ad una coroncina di squame.
- Corolla: nella parte inferiore i petali della corolla sono saldati insieme e formano un tubo. In particolare le corolle dei fiori del disco centrale (tubulosi) terminano con delle fauci dilatate a raggiera con cinque profondi lobi più o meno patenti. Il colore delle corolle è bianco.
- Androceo: gli stami sono 5 con dei filamenti liberi. La parte basale del collare dei filamenti può essere dilatata. Le antere invece sono saldate fra di loro e formano un manicotto che circonda lo stilo. Le antere alla base sono acute. La struttura delle antere è di tipo tetrasporangiato, raramente sono bisporangiate. Il tessuto endoteciale è polarizzato. Il polline è tricolporato (tipo "helianthoid").[10]
- Gineceo: lo stilo è biforcato con due stigmi nella parte apicale. La forma degli stigmi varia da subtroncata a ottusa; possono essere ricoperti da ciuffi di peli. Le superfici stigmatiche sono separate o parzialmente confluenti.  L'ovario è infero uniloculare formato da 2 carpelli.

Frutti. I frutti sono degli acheni con pappo. La forma degli acheni è oblunga; la superficie è percorsa da diverse coste longitudinali ed è glabra. Il carpoforo è distinguibile. Il pappo è formato da numerose setole snelle, bianche o fulve; possono essere sia persistenti che caduche; possono inoltre essere connate alla base.

## Biologia
Impollinazione: l'impollinazione avviene tramite insetti (impollinazione entomogama tramite farfalle diurne e notturne).

Riproduzione: la fecondazione avviene fondamentalmente tramite l'impollinazione dei fiori (vedi sopra).

Dispersione: i semi (gli acheni) cadendo a terra sono successivamente dispersi soprattutto da insetti tipo formiche (disseminazione mirmecoria). In questo tipo di piante avviene anche un altro tipo di dispersione: zoocoria. Infatti gli uncini delle brattee dell'involucro (se presenti) si agganciano ai peli degli animali di passaggio disperdendo così anche su lunghe distanze i semi della pianta. Inoltre per merito del pappo il vento può trasportare i semi anche a distanza di alcuni chilometri (disseminazione anemocora).

## Distribuzione e habitat
Le specie di questo genere sono distribuite in Bolivia e Perù.

## Tassonomia
La famiglia di appartenenza di questa voce (Asteraceae o Compositae, nomen conservandum) probabilmente originaria del Sud America, è la più numerosa del mondo vegetale, comprende oltre 23.000 specie distribuite su 1.535 generi, oppure 22.750 specie e 1.530 generi secondo altre fonti (una delle checklist più aggiornata elenca fino a 1.679 generi). La famiglia attualmente (2021) è divisa in 16 sottofamiglie; la sottofamiglia Asteroideae è una di queste e rappresenta l'evoluzione più recente di tutta la famiglia.

### Filogenesi
Il genere di questa voce appartiene alla sottotribù Tussilagininae della tribù Senecioneae (una delle 21 tribù della sottofamiglia Asteroideae). La sottotribù descritta in tempi moderni da Bremer (1994), dopo le analisi di tipo filogenetico sul DNA del plastidio (Pelser et al., 2007) è risultata parafiletica con le sottotribù Othonninae e Brachyglottidinae annidiate al suo interno. Attualmente con questa nuova circoscrizione la sottotribù Tussilagininae s.s. risulta suddivisa in quattro subcladi.
Il genere di questa voce appartiene al subclade chiamato "Gynoxoid Group" formato dalle specie Aequatorium, Gynoxys, Nordenstamia, Paracalia e Paragynoxys. Questo gruppo è caratterizzato da specie originarie del Sud America (andina) il cui "habitus" è composto da portamenti eretti tipo arboreo o arbustivo (occasionalmente scandenti). All'interno del gruppo il genere Paracalia così come è circoscritto attualmente è polifiletico (una sua specie Paracalia pentamera risulta in posizione "basale" a tutto il gruppo ossia come il primo lignaggio divergente del "Gynoxoid Group", mentre il resto del genere ha una posizione più centrale).
l cladogramma seguente, tratto dallo studio citato e semplificato, mostra una possibile configurazione filogenetica del gruppo (alcuni generi sono polifiletici).
|  | Gynoxys-1, Nordenstamia-1                               |
|  |                                                         |
|  | \| \| Gynoxys-2 \| \| \| \| \| \| Paracalia \| \| \| \| |
|  |                                                         |
|  | Gynoxys-2                                               |
|  |                                                         |
|  | Paracalia                                               |
|  |                                                         |

|  | Gynoxys-2 |
|  |           |
|  | Paracalia |
|  |           |

|  | Gynoxys-1, Nordenstamia-1                               |
|  |                                                         |
|  | \| \| Gynoxys-2 \| \| \| \| \| \| Paracalia \| \| \| \| |
|  |                                                         |
|  | Gynoxys-2                                               |
|  |                                                         |
|  | Paracalia                                               |
|  |                                                         |

|  | Gynoxys-2 |
|  |           |
|  | Paracalia |
|  |           |

|  | Paragynoxys |
|  |             |
|  | Aequatorium |
|  |             |

|  | Gynoxys-1, Nordenstamia-1                               |
|  |                                                         |
|  | \| \| Gynoxys-2 \| \| \| \| \| \| Paracalia \| \| \| \| |
|  |                                                         |
|  | Gynoxys-2                                               |
|  |                                                         |
|  | Paracalia                                               |
|  |                                                         |

|  | Gynoxys-2 |
|  |           |
|  | Paracalia |
|  |           |

|  | Gynoxys-1, Nordenstamia-1                               |
|  |                                                         |
|  | \| \| Gynoxys-2 \| \| \| \| \| \| Paracalia \| \| \| \| |
|  |                                                         |
|  | Gynoxys-2                                               |
|  |                                                         |
|  | Paracalia                                               |
|  |                                                         |

|  | Gynoxys-2 |
|  |           |
|  | Paracalia |
|  |           |

|  | Paragynoxys |
|  |             |
|  | Aequatorium |
|  |             |

|  | Gynoxys-1, Nordenstamia-1                               |
|  |                                                         |
|  | \| \| Gynoxys-2 \| \| \| \| \| \| Paracalia \| \| \| \| |
|  |                                                         |
|  | Gynoxys-2                                               |
|  |                                                         |
|  | Paracalia                                               |
|  |                                                         |

|  | Gynoxys-2 |
|  |           |
|  | Paracalia |
|  |           |

|  | Gynoxys-1, Nordenstamia-1                               |
|  |                                                         |
|  | \| \| Gynoxys-2 \| \| \| \| \| \| Paracalia \| \| \| \| |
|  |                                                         |
|  | Gynoxys-2                                               |
|  |                                                         |
|  | Paracalia                                               |
|  |                                                         |

|  | Gynoxys-2 |
|  |           |
|  | Paracalia |
|  |           |

|  | Paragynoxys |
|  |             |
|  | Aequatorium |
|  |             |

|  | Gynoxys-1, Nordenstamia-1                               |
|  |                                                         |
|  | \| \| Gynoxys-2 \| \| \| \| \| \| Paracalia \| \| \| \| |
|  |                                                         |
|  | Gynoxys-2                                               |
|  |                                                         |
|  | Paracalia                                               |
|  |                                                         |

|  | Gynoxys-2 |
|  |           |
|  | Paracalia |
|  |           |

|  | Gynoxys-1, Nordenstamia-1                               |
|  |                                                         |
|  | \| \| Gynoxys-2 \| \| \| \| \| \| Paracalia \| \| \| \| |
|  |                                                         |
|  | Gynoxys-2                                               |
|  |                                                         |
|  | Paracalia                                               |
|  |                                                         |

|  | Gynoxys-2 |
|  |           |
|  | Paracalia |
|  |           |

|  | Paragynoxys |
|  |             |
|  | Aequatorium |
|  |             |

I caratteri distintivi del genere  Paracalia sono:
- il portamento delle specie di questo genere è scandente (fusto con portamento prostrato o rampicante);
- i capolini sono del tipo discoide;
- il genere è endemico della Bolivia e Perù.

### Elenco delle specie
Questo genere ha 3 specie:
- Paracalia jungioides (Hook. & Arn.) Cuatrec.
- Paracalia lopezii  (M.O.Dillon & Sagást.) A.Correa
- Paracalia pentamera  (Cuatrec.) Cuatrec.

### Sinonimi
Sono elencati alcuni sinonimi per questa entità:
- Pentanthus Hook. & Arn. 1835